# جامعة ووهان للتكنولوجيا
جامعة ووهان للتكنولوجيا ( WUT أو WHUT )، الواقعة في منطقة ووشانغ ومنطقة لوونان الفرعية ومقاطعة هونغشان في ووهان، هوبى، الصين، في 27 مايو 2000، من ثلاث جامعات: جامعة ووهان للتكنولوجيا (التي تأسست في عام 1948)، جامعة ووهان لنقل (التي تأسست في عام 1946) وجامعة ووهان للفنون التطبيقية (تأسست في عام 1958). WUT هي واحدة من الجامعات الصينية الرائدة المعتمدة من قبل وزارة التربية والتعليم واحدة من الجامعات التي شيدت في الأولوية من قبل «مشروع الدولة 211» لمؤسسات التعليم العالي الصينية.  كما أنها جامعة مزدوجة من الدرجة الأولى تابعة لوزارة التعليم الصينية، وتتمتع بوضع مزدوج من الدرجة الأولى في بعض التخصصات. 

## التاريخ

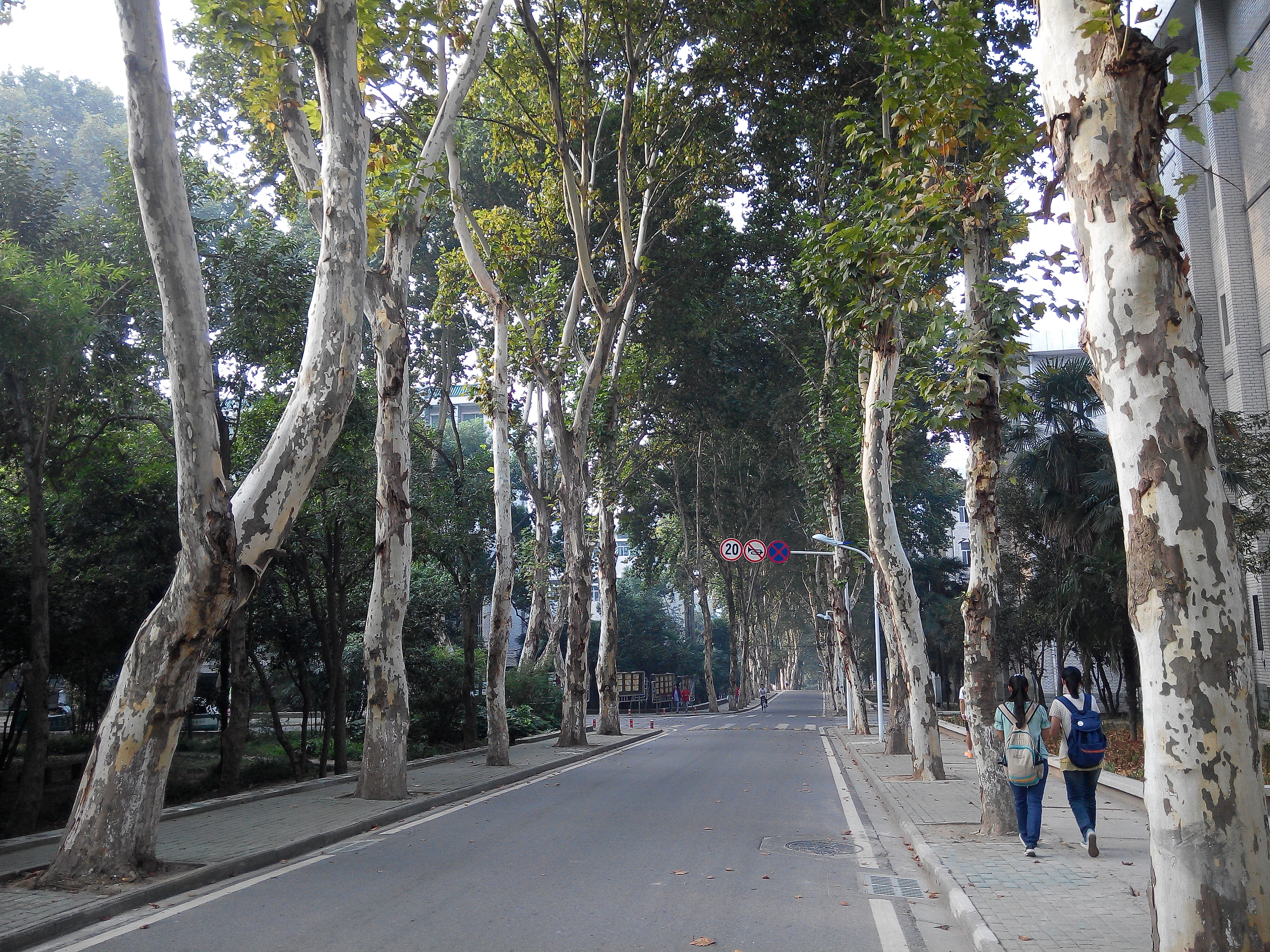
الحرم الجامعي الشرقي

تأسست جامعة ووهان للتكنولوجيا (WUT) في 27 مايو 2000 من جامعة ووهان السابقة للتكنولوجيا وجامعة ووهان للنقل وجامعة ووهان للسيارات. لكل جامعة من هذه الجامعات الثلاث تاريخها المهم الفريد.

## معرض صور

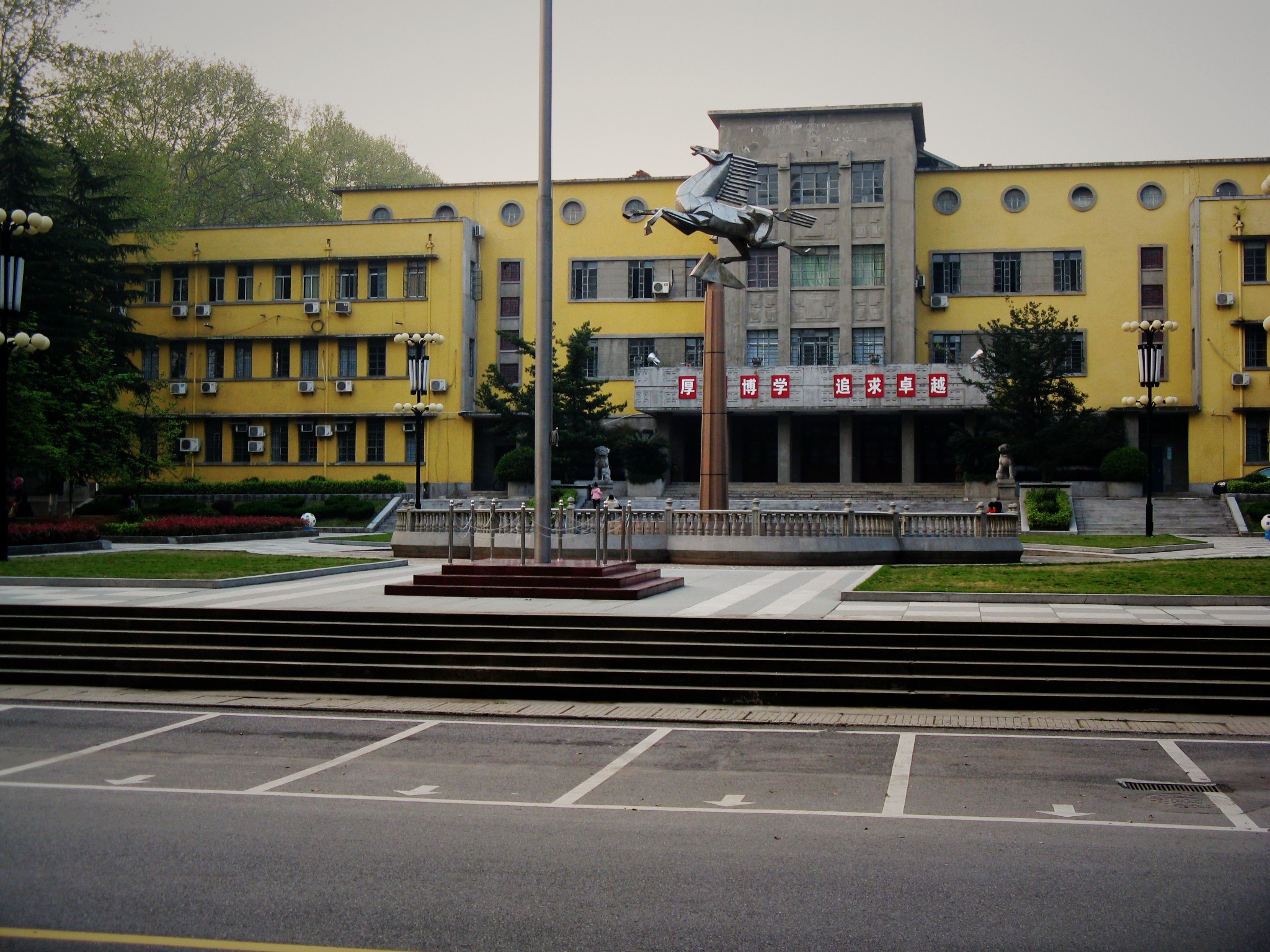
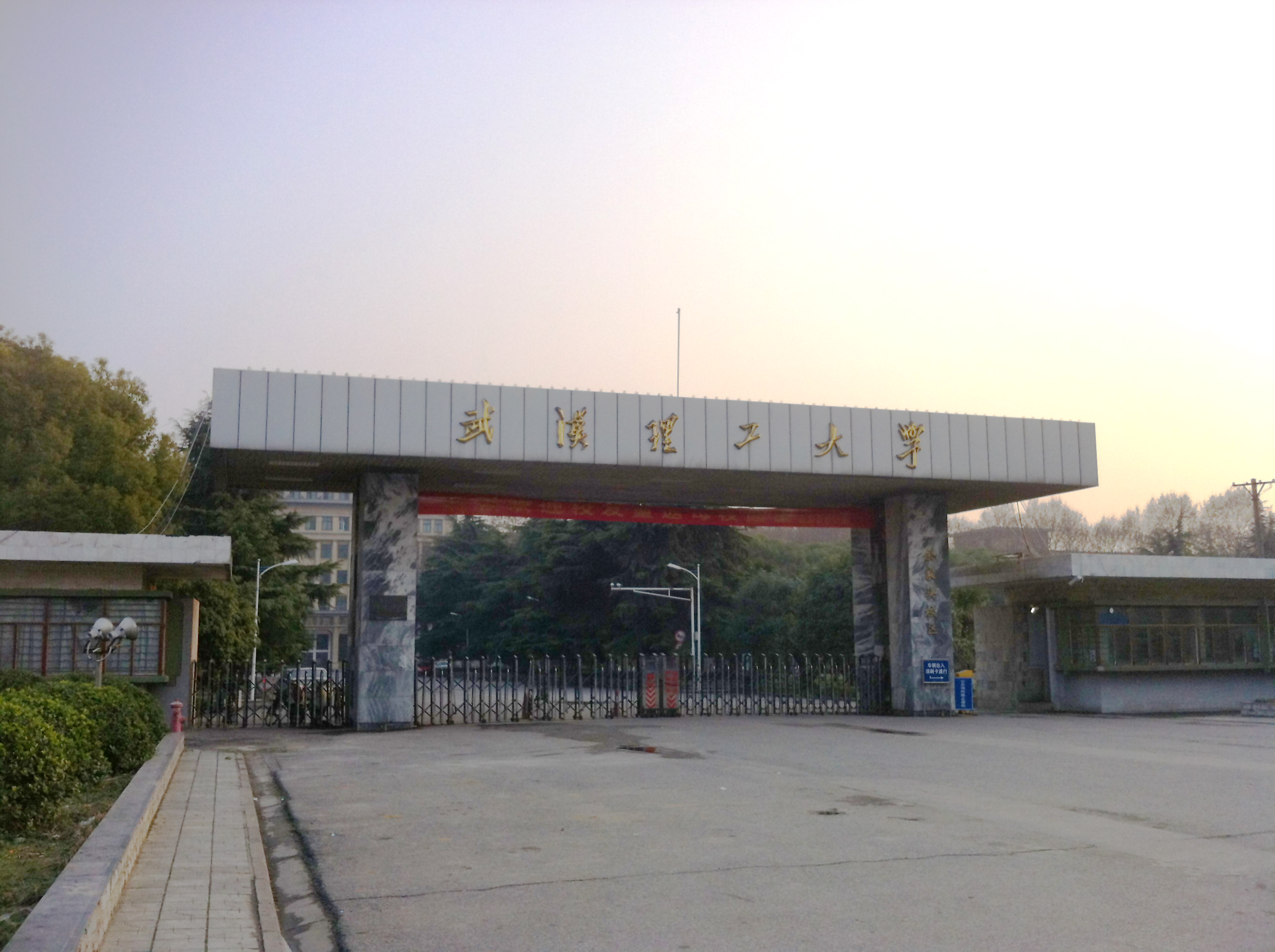
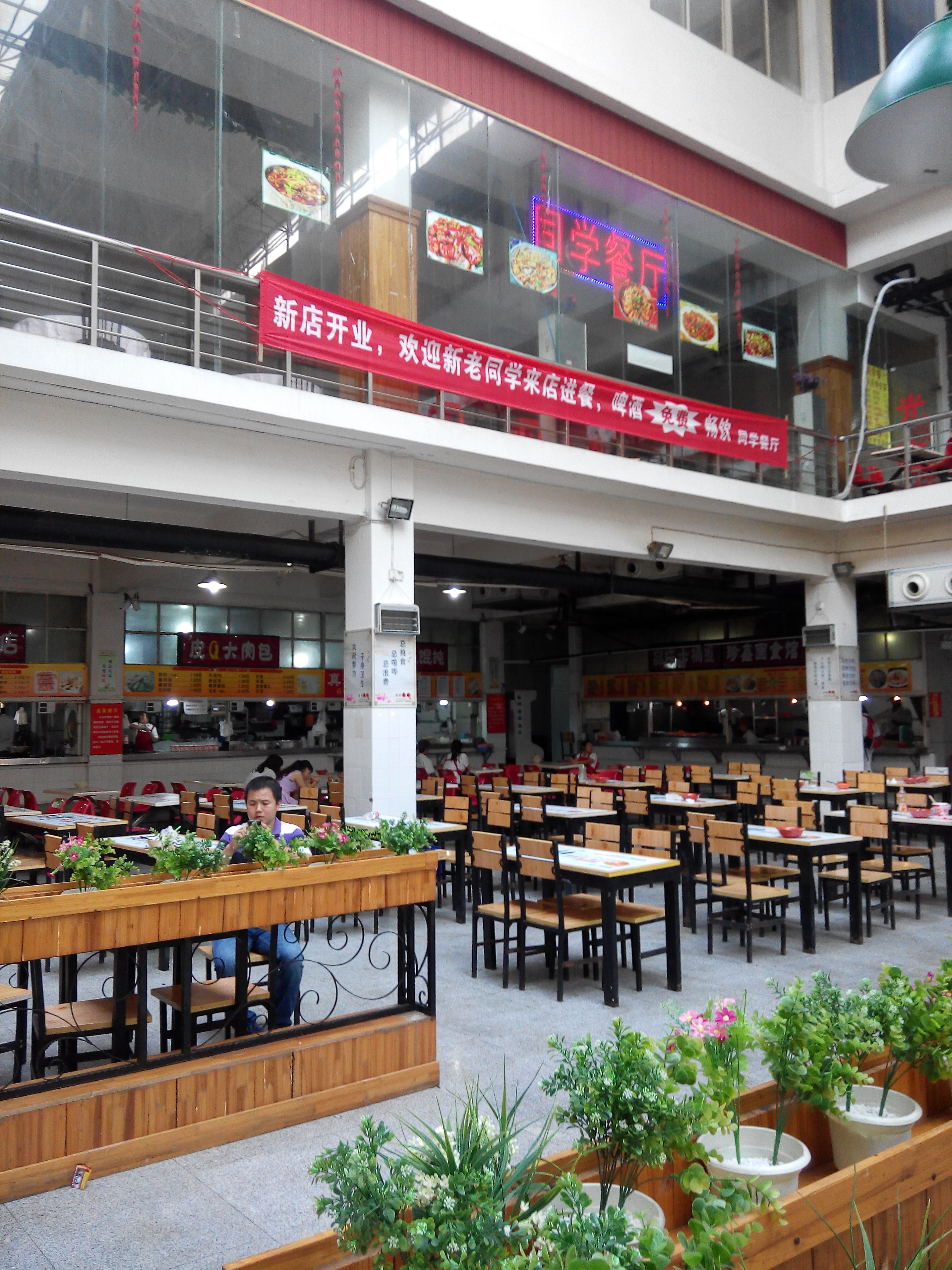
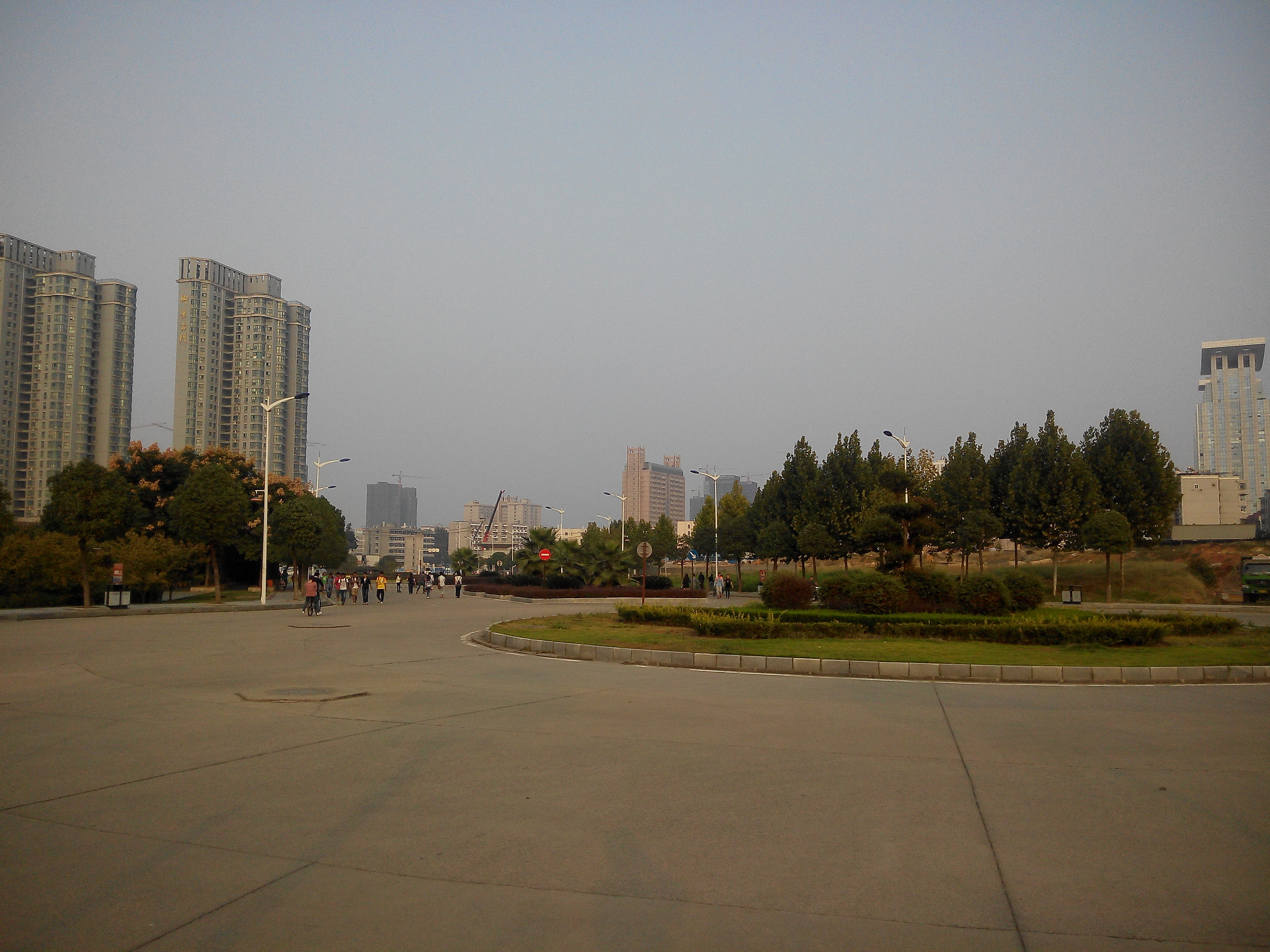
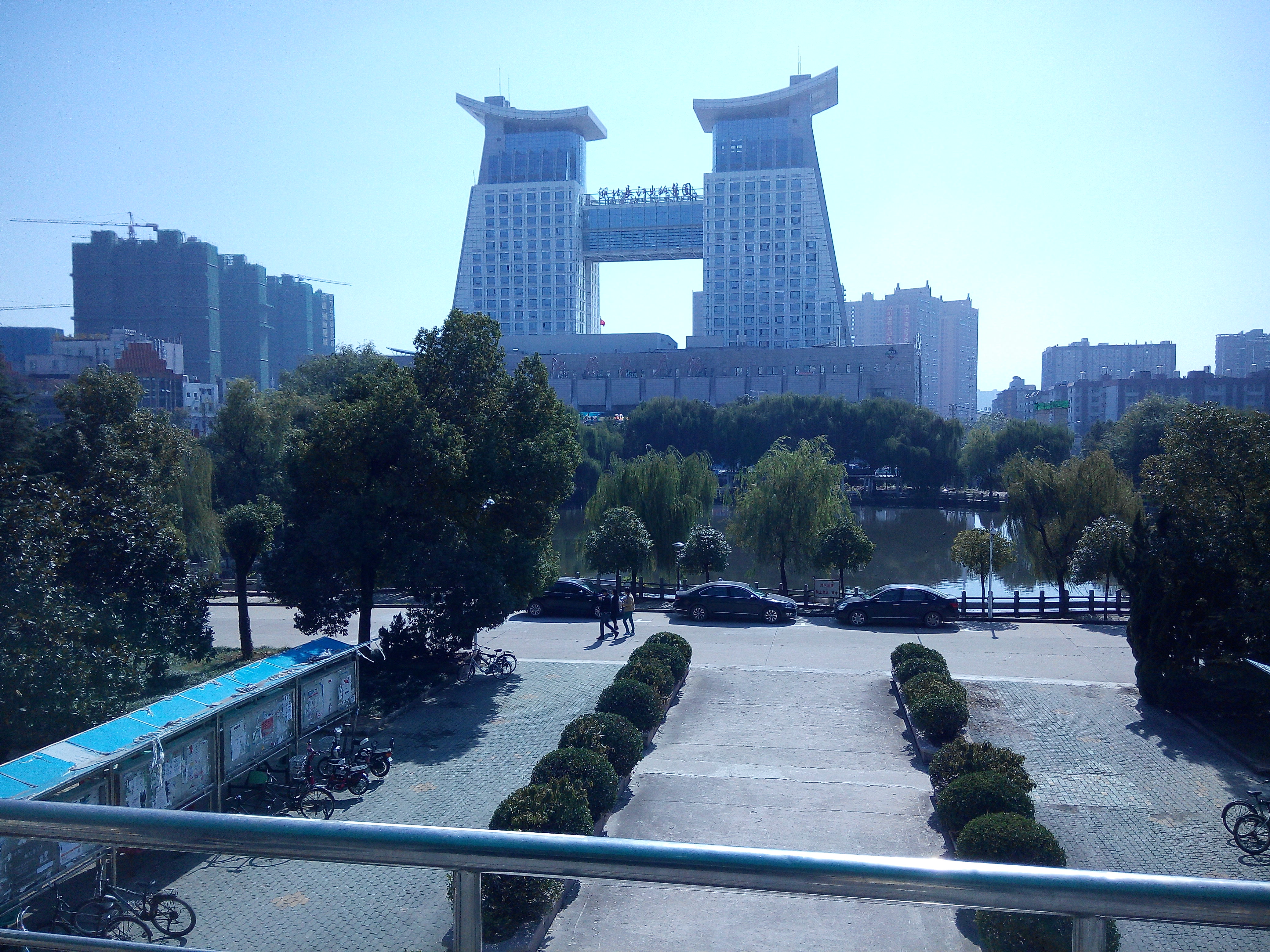

## روابط خارجية
- الموقع الرسمي
- عرض في Google Earth